# Johann George Schmidt

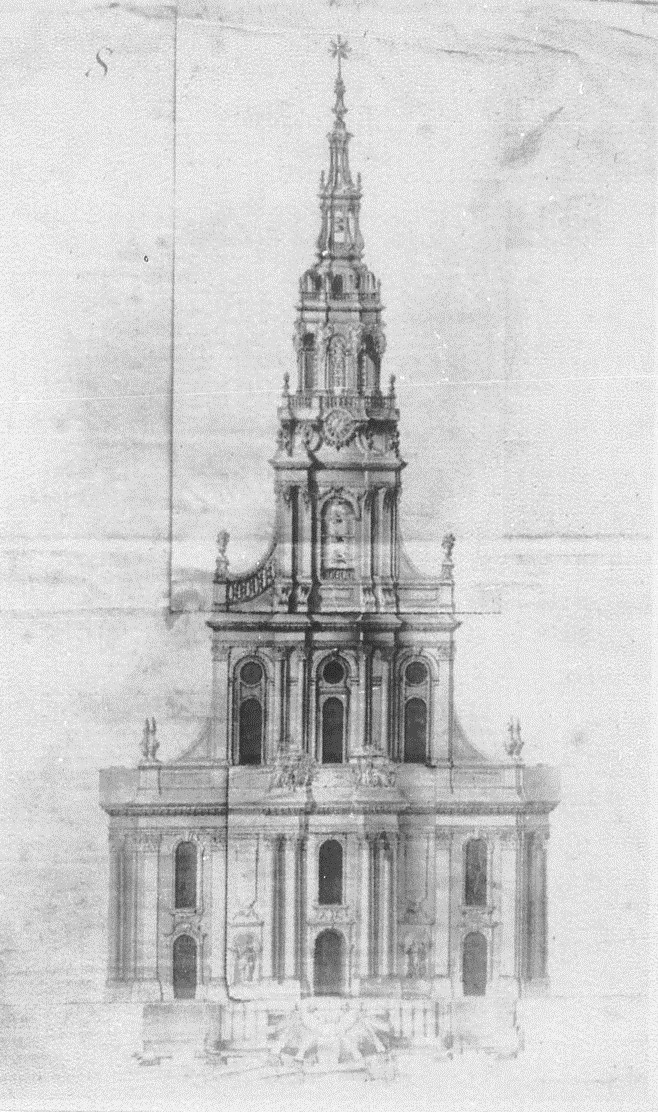
Progetto non eseguito da Schmidt per il campanile della Kreuzkirche di Dresda

Johann George Schmidt talvolta citato come Johann George Schmiedt, (Fürstenwalde, 1707 – Dresda, 24 luglio 1774) è stato un architetto ed ebanista tedesco, consigliere falegname della città di Dresda.

## Biografia
Si formò come falegname e all'età di 25 anni lavorò con suo cugino George Bähr alla costruzione della Frauenkirche e della Dreikönigskirche. Nell'anno in cui morì George Bährs, acquisì la licenza di maestro e l'8 gennaio 1739 la cittadinanza di Dresda. Il 1º aprile 1740 sposò la vedova di George Bährs e si trasferì nella casa di Bährs, in Mauer 2. Lavorò come falegname nella costruzione della chiesa di corte cattolica Dresda. Dal 1744 al 1748 costruì la chiesa del paese a Großenhain. Nel 1764 divenne un costruttore a Dresda.
Morì il 24 luglio 1774 e fu sepolto nel Johanniskirchhof.

## Opere
I suoi edifici, che furono costruiti dopo la distruzione di Dresda durante la Guerra dei sette anni, divennero famosi. È considerato il costruttore della seconda chiesa di Sant'Anna e, insieme a Christian Friedrich Exner, il costruttore della Kreuzkirche. Insieme a Johann Gottfried Fehre costruì la Dreikönigskirche, e insieme a Johann Friedrich Knöbel la Gewandhaus. Dal 1746 al 1748 creò con Fehre la Marienkirche a Grossenhain.
A lui è attribuita anche la chiesa nuova del castello di Weesenstein. Realizzò anche diverse case private, compresa la casa in Große Brüdergasse 25 a Dresda.
Schmidt era cognato, allievo e successore di George Bähr.

## Galleria d'immagini

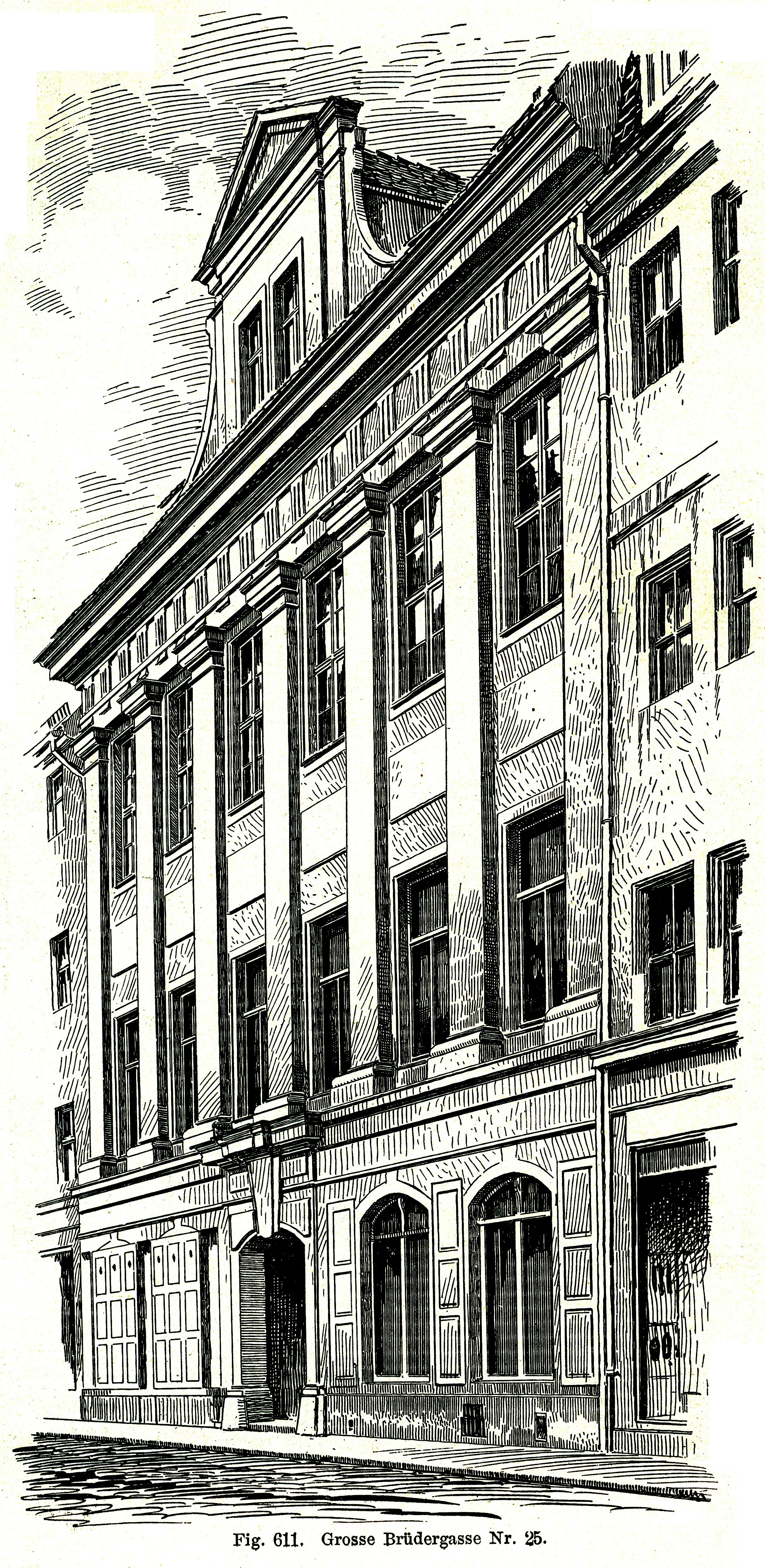
Dresda, Große Brüdergasse n. 25
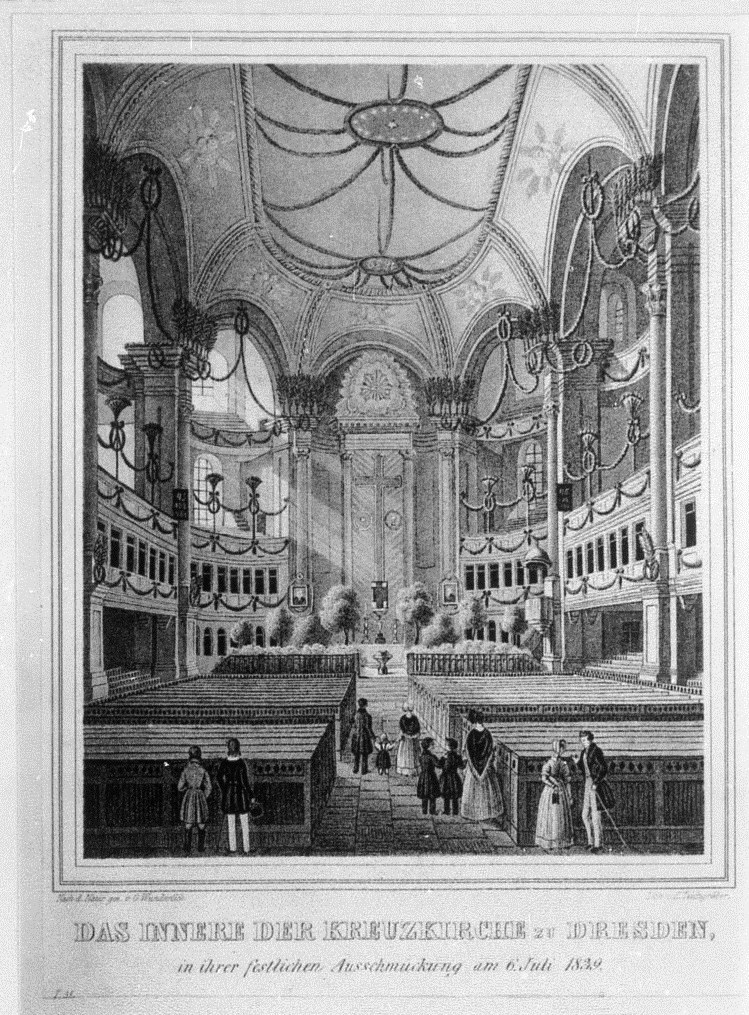
L'interno della Kreuzkirche con le sue decorazioni festive il 6 luglio 1839, completato secondo i progetti di Schmidt
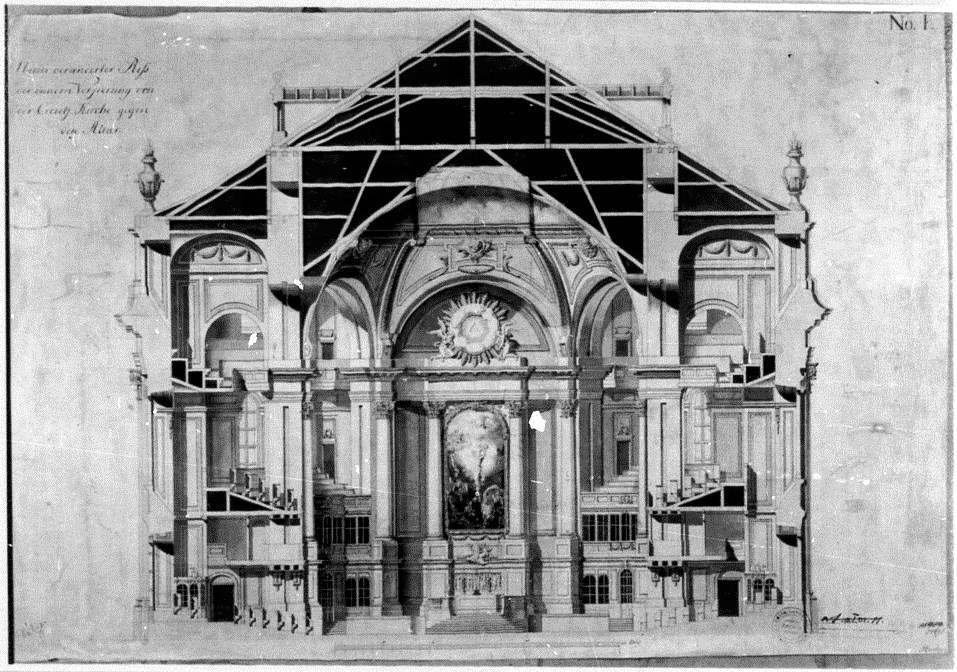
Kreuzkirche di Dresda - sezione trasversale della chiesa